# Iszmail Hán
Mohammad Iszmail Hán (Shindand, Herát tartomány, 1946 –) afgán katona, hadúr, a nyugat-afganisztáni Herát tartomány vezetője, a mudzsahedek korábbi parancsnoka.

## Életpályája
A tádzsik nemzetiségű durráni törzs tagjaként született 1946-ban, egy középosztálybeli családban, az iráni határhoz közeli egyik városkában, Shindandban, amikor az ország még monarchia volt. Az iskolát otthagyva, fiatalon csatlakozott az afgán hadsereghez. Századosi rendfokozattal a heráti helyőrség egyik tisztje lett (1979), akkor, amikor több megmozdulást is tartottak a Moszkva-barát kormányzat heráti atrocitásai ellen. A helyi alakulat fellázadt, s a katonákkal együtt csatlakozott a tüntetőkhöz, azonban a kabuli kormány – hogy csírájában elfojtsa azt –, légicsapásokat mért a városra, melyben egy hét alatt közel 24 ezer embert öltek meg. A lázadás országos méreteket öltött, 1979 decemberében pedig a szovjet hadsereg átlépte a határt. A szovjetek bevonulását követően vidékre menekült, és saját erőt toborzott.  Egyike lett a szovjet megszállás ellen harcoló azon mudzsahed parancsnokoknak, akik komoly tiszteletet vívtak ki az afgánok körében. A szovjet megszállás idején csatlakozott a Burhanuddin Rabbani vezette Dzsamiat-i Iszlámíhoz, egy túlnyomórészt tádzsik, mérsékelt iszlamista párthoz.
A szovjet kivonulás után három évvel, 1992-ben a kabuli kommunista kormány bukását követően Herát tartomány kormányzója lett, magát a város emírjévé nevezte ki. Ezt követő zavaros időszak következett az ország életébe. A pakisztáni segítséggel felbukkant Talibán a viszonylag liberális Herátot is megtámadta. Kezdetben sikeresen ellenállt, de egy árulás miatt több ezer emberével együtt kénytelen volt Iránba menekülni. Két évvel később visszatért, hogy személyesen szervezze az ellenállást, viszont tálib fogságba került. 1999-ben sikerült megszöknie. Mivel egész életében Herát városának védelméért és viszonylagos függetlenségéért küzdött, elnevezték „Heráti Oroszlánnak”.
A 2001-es amerikai invázió után az USA-t támogató Északi Szövetség tagja lett, és újra kinevezték a tartomány kormányzójának. 2004 és 2013 között tagja volt a kabuli kormánynak, mint energia- és vízügyi miniszter. 2009 szeptemberének végén, egy heráti lányiskolája előtt sikertelen merényletet követtek el ellene, melyet a tálibok magukra vállaltak. Mindazonáltal a hozzá nem értése, valamint az elhatalmasodó korrupció miatt tárcavezetői ténykedése kudarcot vallott, így 2013-ban visszavonult a Herát határában lévő otthonába.
A tálibok 2021 májusban átfogó offenzívát indítottak a kormányerők ellen, kihasználva, hogy az Egyesült Államok vezette nemzetközi haderő megkezdte a kivonulást az országból. Ezt ellensúlyozandó, április 18-án – Herat városában – több száz, gépkarabéllyal felfegyverkezett – és az általa mudzsahedeknek nevezett – milicistával tartott erődemonstrációt, hangsúlyozva, hogy megvédik a tartományt. Ennek ellenére az előrenyomuló tálibok augusztus 13-án őrizetbe vették a tartományi kormányzóval és a biztonsági tisztviselőkkel együtt, miután a tartományi székhelyet – a taliánokkal kötött megállapodás értelmében – átadták a felkelőknek. A kabuli kormányzat augusztusra fokozatosan kiszorult a tartományok többségéből, mígnem augusztus 15-én a fővárost, Kabult is elfoglalták.